# John Gregory (moraliste)
John Gregory, connu également sous le nom de John Gregorie (3 juin 1724 à Aberdeen – 9 février 1773 à Édimbourg), est un médecin, écrivain et moraliste écossais. Il participa à l'élaboration des premières règles de l'éthique médicale en Grande-Bretagne.

## Biographie
Il est issu d'une famille d'universitaires (mathématiciens, astronomes, médecins...). Après des études au King's College d'Aberdeen, il commence ses études de médecine à l'université d'Édimbourg (1742-1745) et les termine à l'université de Leyde (1745-1746).
En 1746, il est professeur de Philosophie au King's College d'Aberdeen, et en 1754 médecin à Londres. Dix ans plus tard, il est membre du Royal College des médecins d'Édimbourg, et nommé professeur de pratique médicale par la ville. Le roi George III lui donne le titre rémunéré de « Premier médecin de Sa Majesté pour l'Écosse ».
Il meurt dans son sommeil, à l'âge de 49 ans, d'une « goutte héréditaire ».

## Travaux
À Édimbourg, la tradition voulait que les étudiants en médecine commencent leurs études cliniques par des notions d'éthique médicale. John Gregory développe cette tradition dès 1767, jusqu'à en faire une série de cours, publiés en 1770 sous le titre Observations on the Duties and Qualifications of a Physician, and on the Method of Prosecuting Enquiries in Philosophy, édition révisée en 1772 Lectures on the Duties and Qualifications of a Physician (Sur les devoirs et qualifications du médecin), et traduite en quatre langues.
L'éthique de Gregory repose d'une part sur la philosophie scientifique de Francis Bacon (1561-1626), celle qui donne la primeur à l'observation et à l'expérimentation, et d'autre part sur une philosophie morale centrée sur le sujet, naturellement capable de ressentir sympathie et empathie. 
Gregory exalte la vertu intellectuelle d'honnêteté ou sincérité, celle qui reste ouverte à la vérité d'où qu'elle provienne, et les vertus morales de bonté et de fermeté ou de courage. Il applique cette approche des vertus à des problèmes tels que la confidentialité, l'adoption de nouveaux remèdes, l'obligation de ne pas abandonner les mourants mais « d'adoucir les avenues de la mort ».
Il propose aussi une éthique de la recherche clinique sur les sujets humains, basée sur une version de la Règle d'or (éthique de la réciprocité). 

## Publications
Ses principales publications sont :
- 1765, A Comparative View of the State and Faculties of Man with those of the Animal World, Londres, J. Dodsley ;
- 1770, Observations on the Duties and Qualifications of a Physician, and on the Method of Prosecuting Enquiries in Philosophy, Londres, Strahan & Cadell ; réédité en 1998, Dordrecht, Kluwer Academic Publishers ;
- 1772, Lectures on the Duties and Qualifications of a Physician ; réédité en 1998 ; édition allemande (1778), française (1787), italienne (1789), espagnole (1803). La traduction française est de B. Verlac, Discours sur les devoirs, les qualités et les connaissances du médecin, avec un cours d'études, Paris, 1787, Crapart & Briands.
- 1778, A Father's Legacy to his Daughters, London, Strahan & Cadell.